# Melina Furman
Melina Furman (Argentina, 18 de julio de 1975-6 de septiembre de 2024) fue una educadora, divulgadora científica, bióloga e investigadora argentina del CONICET. Escribió varios libros, entre los cuales destacan Enseñar distinto: guía para innovar sin perderse en el camino y Guía para educar niños curiosos. Fue declarada Personalidad Destacada en Educación de la Ciudad Autónoma de Buenos Aires por la Legislatura Porteña. Fue miembro del equipo de TEDxRíodelaPlata y cofundó proyectos de innovación educativa como Expedición Ciencia, Clubes TED-Ed Argentina y El Mundo de las Ideas.

## Formación académica
Obtuvo la licenciatura en ciencias biológicas por la Facultad de Ciencias Exactas y Naturales de la Universidad de Buenos Aires (UBA) y un máster y el doctorado en educación por la  Universidad de Columbia.

## Trayectoria profesional
Melina Furman cofundó la asociación Expedición Ciencia, Clubes TED-Ed Argentina, El mundo de las Ideas y condujo el programa La casa de la ciencia en el canal de televisión Paka Paka. También coordinó el curso de Innovadores Educativos en el Centro de Implementación de Políticas Públicas para la Equidad y el Crecimiento (CIPPEC), el equipo de especialistas de PLaNEA (Nueva Escuela Secundaria para Adolescentes de Unicef), el área de Ciencias Naturales del Instituto Nacional de Formación Docente (INFD, Ministerio de Educación de Argentina) y el equipo de Ciencias de Escuelas del Bicentenario (IIPE-UNESCO). Además fue miembro del equipo de TEDxRíodelaPlata.
Furman impartió varias conferencias TEDx, entre ellas Preguntas para pensar, Aprender en casa,Cerebros en red y chips y Enseñar a tener ideas maravillosas. También, participó en ciclos como Aprendemos Juntos.
Fue profesora en la Escuela de Educación de la Universidad de San Andrés (UdeSA) y codirectora de la Especialización en Educación en Ciencias Naturales en la misma institución.

## Publicaciones
- 2009 - La aventura de enseñar ciencias naturales
- 2019 - Guía para criar hijos curiosos: ideas para encender la chispa del aprendizaje en casa
- 2019 - La ciencia en el aula. Lo que nos dice la ciencia sobre cómo enseñarla
- 2021 - Enseñar distinto: Guía para innovar sin perderse en el camino
- 2022 - Las preguntas educativas entran a las aulas
- 2024 - Curiosidad extrema. Experimentos para entrenar los superpoderes de tu cerebro